# Manuel Iedvabni
Manuel Iedvabni (¿?, 1932-Buenos Aires, 31 de enero de 2020) fue un director y profesor de teatro de larga trayectoria en Argentina.

## Trayectoria artística
Comenzó su labor como director en 1954 en el teatro IFT con la primera obra de Osvaldo Dragún, Una gota para el mar y desde entonces tuvo a su cargo la puesta en escena de más de sesenta piezas de autores argentinos y de otras nacionalidades. Entre las obras que dirigió se recuerdan clásicos como Hamlet de Shakespeare; Agamenón (autor además de la idea y concepción); El avaro de Moliére, El Alcalde de Zalamea de Calderón de la Barca, El diablo y el buen dios de Sartre y Tres hermanas de Antón Chéjov y, entre las piezas de creación contemporánea, a Se destacan además sus trabajos en Soledad para cuatro de Ricardo Halac; Guachos de Carlos País; Guayaquil. Una historia de amor, de Mario Diament, En el aire, de Martín Bianchedi y Sebastián Irigo y Un mismo árbol verde, de Claudia Piñeiro. De Bertolt Brecht, uno de sus autores preferidos, puso en escena La resistible ascensión de Arturo Ui, El círculo de tiza caucasiano, Santa Juana de los Mataderos y La Buena persona de Se-Chuan, entre otras.
Entre los actores que dirigió se encuentran, entre otros, Adriana Aizemberg, Pompeyo Audivert, Paloma Contreras, Alejandra Darín, Claudio García Satur, Osmar Núñez, Ingrid Pelicori y Lorenzo Quinteros.
Otros trabajos destacados  fueron la dirección de Una relación tan delicada de Loleh Bellon y Conversación en la casa Stein sobre el ausente Sr. Von Goethe de Meter Hacks.
Una faceta de su labor fue la fundación de espacios teatrales independientes: el Teatro del Centro en 1968, Teatro Contemporáneo en 1980 y Galpón del Sur en 1985.
Entre los galardones que recibió se encuentran los premios ACE, el Florencio Sánchez y el Trinidad Guevara, por la puesta de Chéjov-Chejova de François Nocher; los Premios María Guerrero y el Florencio Sánchez  por Canciones Maliciosas de Jon Marans y el ACE por Una bestia en la luna de Richard Kalinoski; el Premio Trayectoria otorgado por la Asociación Argentina de Actores y la designación como Ciudadano Ilustre de la Ciudad Autónoma de Buenos Aires.